# Thaxted
Thaxted è un paese di 2 600 abitanti della contea dell'Essex, in Inghilterra.